# جون سي. هوكينغ
جون سي. هوكينغ (بالإنجليزية: John C. Hocking)‏ (1960)؛ روائي أمريكي.